# Belleville-sur-Meuse
Belleville-sur-Meuse is een gemeente in het Franse departement Meuse in de regio Grand Est. De gemeente telde 3.023 inwoners op 1 januari 2022. De plaats maakt deel uit van het arrondissement Verdun.

## Geschiedenis

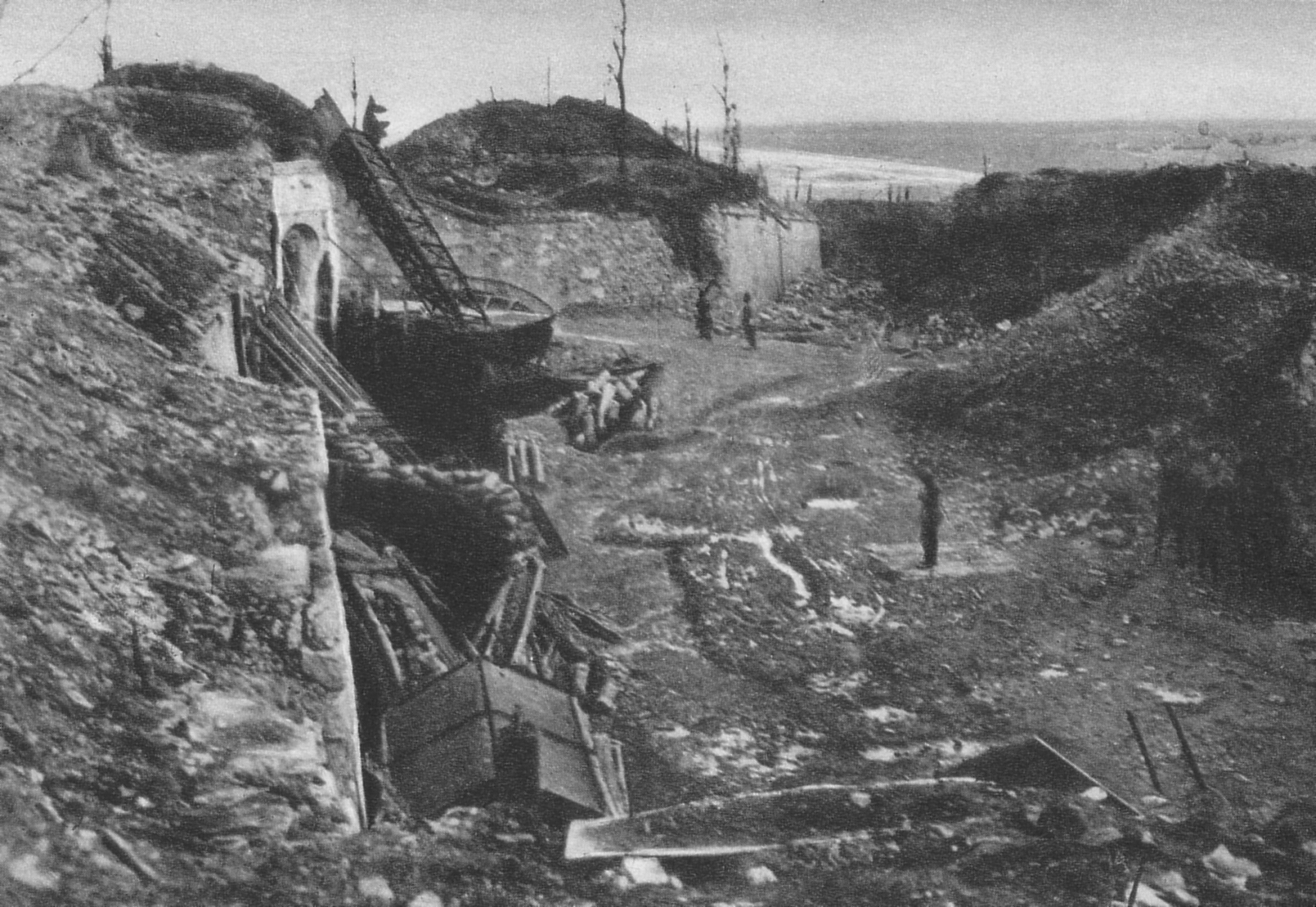
Fort Saint-Michel, mei 1917

In 771 liet Bertalame, bisschop van Verdun, hier een hermitage bouwen op een heuvel, de Côte Saint-Michel.
Belleville werd voor het eerst genoemd in 1049. De kapel van het dorp hing af van de parochie Saint-Médard in Verdun. De kapel van de hermitage verviel tot ruïne en stortte in. In Belleville werd vooral wijnbouw bedreven.
Tijdens de Frans-Duitse Oorlog nam het Pruisische leger van generaal Wilhelm von Gayl Belleville in en leidde van hieruit het beleg van Verdun (oktober-november 1870). Aan het einde van de 19e eeuw transformeerde de gemeente snel. Door de druifluis verdwenen de wijngaarden. De spoorlijn naar Verdun en het Canal de l'Est werden aangelegd en verder werd ook de fortengordel rond Verdun gebouwd. Belleville transformeerde van landbouwdorp naar voorstad van Verdun. Er kwam bebouwing langs de oever van de Maas.
Tijdens de Slag om Verdun (1916) werd de gemeente grotendeels verwoest.
De gemeente maakte deel uit van het kanton Charny-sur-Meuse tot dit op 22 maart 2015 werd opgeheven en werd een nieuw kanton gevormd waarvan Belleville-sur-Meuse de hoofdplaats werd.

## Geografie
De oppervlakte van Belleville-sur-Meuse bedroeg op 1 januari 2022 10,16 vierkante kilometer; de bevolkingsdichtheid was toen 297,5 inwoners per km². De gemeente ligt in de vallei van de Maas, op de rechteroever van deze rivier.
De onderstaande kaart toont de ligging van Belleville-sur-Meuse met de belangrijkste infrastructuur en aangrenzende gemeenten.

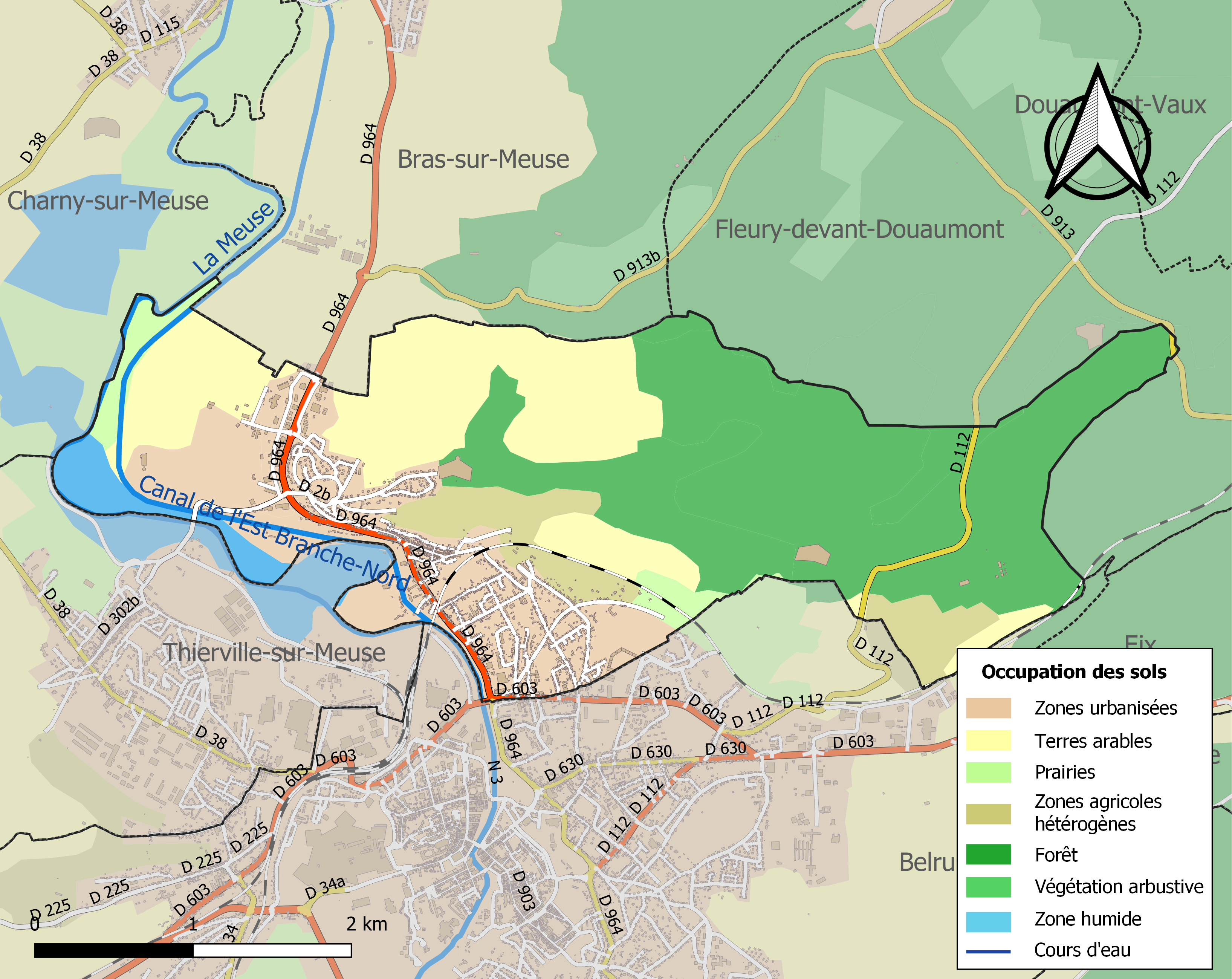

## Demografie
Halfweg de 19e eeuw telde de gemeente nog geen 400 inwoners. In 1876 waren er 775 inwoners en in 1911 2834. 
Onderstaande figuur toont het verloop van het inwonertal (bron: INSEE-tellingen).